# Riccia applanata
Riccia applanata là một loài rêu trong họ Ricciaceae. Loài này được Meijer mô tả khoa học đầu tiên năm 1958.
Danh pháp khoa học của loài này chưa được làm sáng tỏ. 